# 軟質ガラス
軟質ガラス（なんしつガラス）とはガラスの分類のひとつで、軟化する温度や硬度が低いもの。他の物質を混ぜている場合もある。
ガラスの主成分であるケイ素は、単体での熔融には極度の高温状態を必要とし、工芸材料としては不適切である。そのため、他の物質を混合して熔融しやすくする場合がある。
硬質ガラス（ハードグラス）と呼ばれる、硼酸の混合により出来るガラスに対し、それ以外のソーダ、鉛などを主として混合したガラスのことを総称して軟質ガラス（ソフトグラス）と称する。